# Chromatomyia saxifragae
Chromatomyia saxifragae este o specie de muște din genul Chromatomyia, familia Agromyzidae, descrisă de Erich Martin Hering în anul 1924. Conform Catalogue of Life specia Chromatomyia saxifragae nu are subspecii cunoscute.